# Кьюсик, Генри Иан
Генри Иан Кьюсик-Чавес (англ. Henry Ian Cusick-Chávez; род. 17 апреля 1967, Трухильо, Перу) — шотландско-перуанский актёр театра, телевидения и кино. За роль Десмонда Хьюма в телесериале «Остаться в живых» он был номинирован на премию «Эмми».

## Ранние годы
Кьюсик родился в Трухильо (Перу); его мать — перуанка, отец — шотландец. Прожив в Трухильо два года, семья переехала в Испанию, затем на родину главы семьи — в Шотландию, а затем в Тринидад и Тобаго, где прожила десять лет. Затем Генри поступил в театральное училище. В Шотландию он вернулся в возрасте пятнадцати лет. Кьюсик провёл шесть месяцев в Королевской шотландской академии музыки и драмы в Глазго и присоединился к труппе театра Citizens. Он свободно говорит на английском и испанском и воспитан в духе римско-католической церкви.

## Карьера
Карьера Кьюсика началась с театра. Генри Кьюсик довольно быстро получил главные роли — Дориана Грея в пьесе «Портрет Дориана Грея», Гамлета в спектакле «Маровицкий Гамлет» и Хорнера в «Деревенской жене». Его исполнение роли Торквато Тассо на Эдинбургском Международном Фестивале имени Торквато Тассо и Креона в постановке Гражданского Театра «Эдипа» принесли ему номинацию, а позднее — и собственно «Премию Йена Чарльзона за выдающееся исполнение молодым актёром классической театральной роли» в 1995 году.
После этого Генри Кьюсик начинает активно сниматься в кино и в телепроектах. В 2003 году он получил роль Иисуса Христа в фильме «Евангелие от Иоанна» — фактически дословной экранизации Евангелия Святого Иоанна.
В 2005 году он начал исполнять свою первую центральную роль на телевидении — роль Десмонда Хьюма в телесериале «Остаться в живых». Эта роль принесла ему номинацию на премию «Эмми» в категории «Лучший приглашённый актёр в драматическом телесериале».
В 2012 году он снялся в первом сезоне сериала «Скандал», а с 2014 года начал сниматься в сериале «100».

## Личная жизнь
У Генри Кьюсика и его жены Энни трое детей — Элайя, Лука и Исая. 15 июля 2006 года, после четырнадцати лет совместной жизни, пара сочеталась браком в гражданской церемонии. Кьюсик с семьёй живёт на острове Оаху, Гавайи.

## Фильмография
| Год       |    | Русское название                                  | Оригинальное название                                   | Роль                               |
| --------- | -- | ------------------------------------------------- | ------------------------------------------------------- | ---------------------------------- |
| 1993      | с  | Таггерт                                           | Taggart                                                 | Ян Гори                            |
| 2001      | с  | Комнаты смерти: Загадки настоящего Шерлока Холмса | Murder Rooms: The Mysteries of the real Sherlock Holmes | сержант Майкл Кларк                |
| 2002      | ф  | Одержимость                                       | Possession                                              | Тоби Бинг                          |
| 2003      | ф  | Евангелие от Иоанна                               | The Visual Bible: The Gospel of John                    | Иисус Христос                      |
| 2003      | тф |                                                   | Carla                                                   | Мэтт                               |
| 2004      | тф | Идеальная пара                                    | Perfect Romance                                         | Питер Кэмпбелл Сотня сериал Маркус |
| 2004      | с  | Убийства в Мидсомере                              | Midsomer Murders                                        | Гарет Хелдман                      |
| 2005      | с  | Воскрешая мёртвых                                 | Waking the Dead                                         | Джереми Аллен                      |
| 2005—2010 | с  | Остаться в живых                                  | Lost                                                    | Десмонд Хьюм                       |
| 2006      | ф  | Полусвет                                          | Half Light                                              | Брайан                             |
| 2006      | ф  | Девять десятых                                    | 9/Tenths                                                | Уильям                             |
| 2006      | с  | 24 часа                                           | 24                                                      | Тео Столлер                        |
| 2007      | ф  | Хитмэн                                            | Hitman                                                  | Удре Беликов                       |
| 2008      | ки | Lost: Via Domus                                   | Lost: Via Domus                                         | Десмонд Хьюм                       |
| 2009      | в  | Мёртвые, как я: Жизнь после смерти                | Dead Like Me: After Life                                | Кэмерон Кэйн                       |
| 2009      | с  | Nova                                              | Nova                                                    | Чарлз Дарвин                       |
| 2010      | с  | Закон и порядок: Специальный корпус               | Law & Order: Special Victims Unit                       | Эрик Вебер                         |
| 2012—2015 | с  | Скандал                                           | Scandal                                                 | Стивен Финч                        |
| 2012      | с  | Грань                                             | Fringe                                                  | агент Саймон Фостер                |
| 2012—2013 | с  | Менталист                                         | The Mentalist                                           | Томми Волкер                       |
| 2013      | с  | C.S.I.: Место преступления                        | CSI: Crime Scene Investigation                          | Джеймс Нефарро                     |
| 2013      | с  | Следствие по телу                                 | Body of Proof                                           | доктор Трент Марш                  |
| 2013      | ф  | Не просто счастливый конец                        | Not Another Happy Ending                                | Вилли Скотт                        |
| 2013      | с  | Гавайи 5.0                                        | Hawaii Five-0                                           | террорист                          |
| 2014—2019 | с  | 100                                               | The 100                                                 | Маркус Кейн                        |
| 2016      | с  | Час пик                                           | Rush Hour                                               | агент ФБР Томас                    |
| 2017      | ф  | Вспомнить заново                                  | Rememory                                                | Роберт Лоутон                      |
| 2017      | с  | Сверхлюди                                         | Inhumans                                                | Эван Деклан                        |